# Hypsiphrone
Hypsiphrone is een Koptisch geschrift, dat onderdeel uitmaakte van de vondst van de Nag Hammadigeschriften in 1945. Het is het laatste handschrift uit de Codex XI. Het is duidelijk geschreven in hetzelfde handschrift als Allogenes, een geschrift dat ook in deze codex voorkomt. Tussen beide geschriften is overigens geen inhoudelijke overeenkomst. 
Het is een kort traktaat dat in de gevonden versie bestaat uit slechts vier grotere en twee kleinere fragmenten. Door het fragmentarische karakter van de gevonden versie is er weinig met zekerheid over de tekst te zeggen. Het bevat in ieder geval geen echt gnostische thema's  of voorstellingen.  
De tekst handelt over een vrouw met de naam Hypsiphrone ( de Hoogdenkende of Hoogmoedige), die een verslag doet wat er met haar is gebeurd. Zij is vanuit de plaats van haar maagdelijkheid de wereld ingetrokken en daar moet haar door een zekere Phainops (Hij met het stralende gezicht)  iets zijn aangedaan. Het is nog duidelijk uit de tekst, dat dit iets te maken heeft met bloed en vuur. De meest gehanteerde aanname is dat de tekst betrekking heeft op seksualiteit en voortplanting. 
Het manuscript zelf moet voor of omstreeks 350 dateren. Over de oorsprong en tijd van ontstaan van het verhaal is niets met enige zekerheid te zeggen.  